# Stefanie Stappenbeck

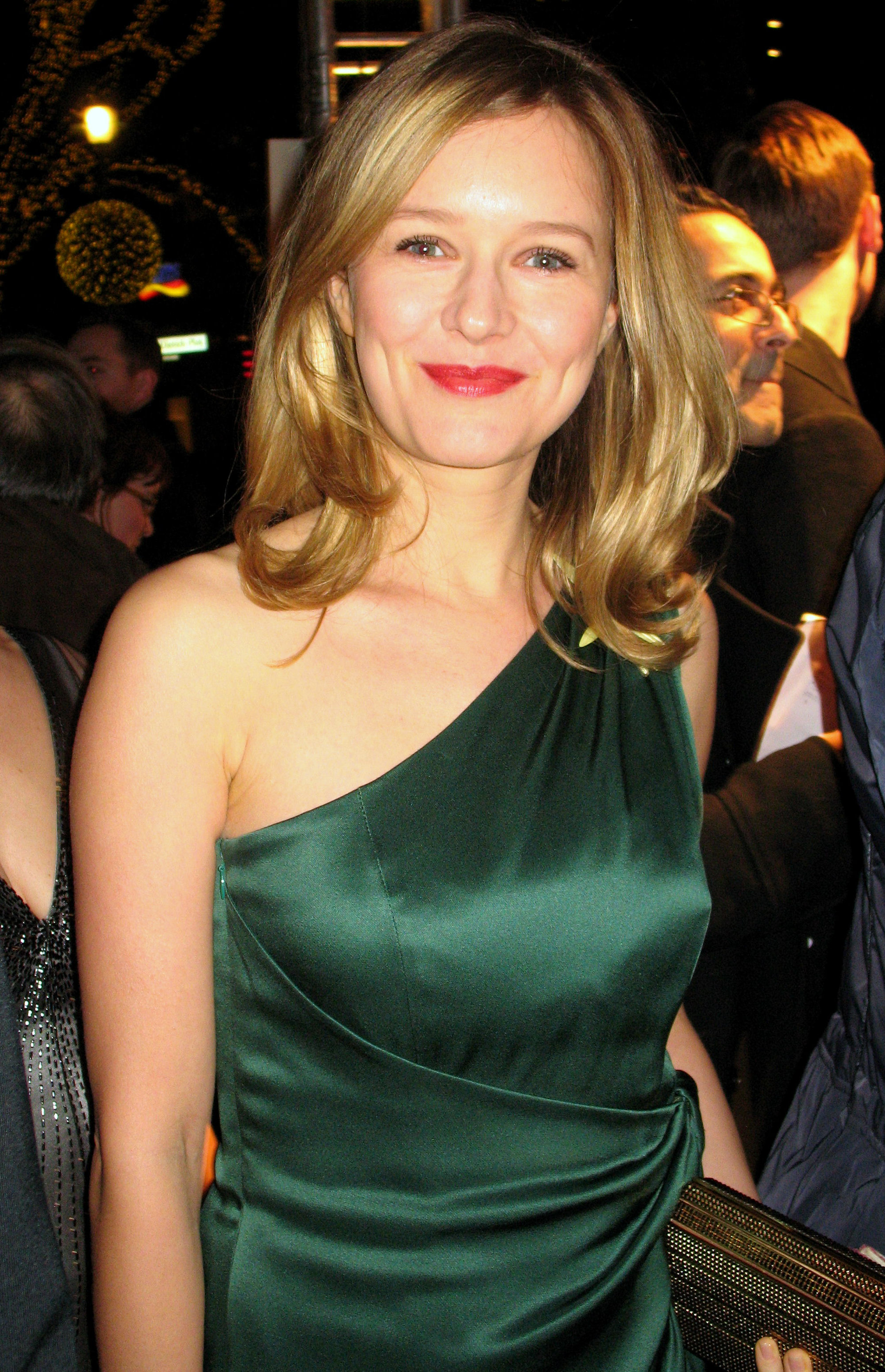
Stefanie Stappenbeck

Stefanie Stappenbeck (n. 11 aprilie 1974, Potsdam, RDG) este o actriță germană.

## Date biografice
Stefanie este fiica teologului dr. Christian Stappenbeck. Ea a copilărit împreună cu două surori mai mici în Berlinul de Est, apoi în Berlin. Când avea 11 ani este descoperită ca talent și apare în 1988 în filmul "Die Weihnachtsgans Auguste", un film transmis de televiziunea din RDG. În 1992 promovează examenul de bacalaureat și începe să joace diferite roluri la teatrul și ansamblul muzical din Berlin și Hamburg. Este nominalizată în anul 1995 și 1999 pentru distincția de tânără speranță în domeniul actoriei. Pe la mijlocul anilor 1990 joacă rolul unei comisare de poliție în serialele Tatort, Polizeiruf 110  și Der Alte. Este distinsă de televiziunea germană pentru rolul jucat în filmul Dunkle Tage (1999).

## Filmografie
| - 1988: Die Weihnachtsgans Auguste - 1990: Die Mauerbrockenbande - 1990: Biologie - 1993: Polizeiruf 110 – Tod im Kraftwerk - 1996: Ein Bernardiner namens Möpschen - 1996: Life is Too Short to Dance with Ugly Women - 1996: Verdammt er liebt mich - 1996: Der andere Wolanski - 1996: Tatort – Tod im Jaguar - 1996: King of Evergreen - 1996: Tatort – Buntes Wasser - 1997: Das Recht auf meiner Seite - 1997: Rosenkavalier - 1998: Siska – Frau Mallowas Töchter - 1998: Die einzige Chance - 1998: Rot wie das Blut - 1998: Tatort – Engelchen flieg - 1999: Siska – Die Zeugin - 1999: Dunkle Tage - 1999: Beckmann und Markowski: Gehetzt - 1999: Tatort – Der Duft des Geldes - 2000: Ben und Maria. Liebe auf den zweiten Blick - 2000: Deutschlandspiel - 2000: 008 – Agent wider Willen - 2000: Siska – Das Ende von Hauck - 2001: Gnadenlose Bräute - 2001: Stahlnetz – Innere Angelegenheiten - 2001: Die Manns – Ein Jahrhundertroman - 2002: Betty – Schön wie der Tod - 2002: September | - 2003: Hotte im Paradies - 2003: Der Aufstand - 2003: Verkauftes Land - 2003: Siska – Russenmusik - 2004: Das zweite Mal - 2004: Tatort – Eine ehrliche Haut - 2004: Italiener und andere Süßigkeiten - 2004: Tatort – Schichtwechsel - 2004: Jena Paradies - 2005: Barfuss - 2005: Tigerkraut - 2005: Das Zimmermädchen - 2006: Komm näher - 2006: Vier Töchter - 2006: Unter anderen Umständen - 2007: Mickey & Maria - 2007: Nur ein kleines bisschen schwanger - 2007: Kein Geld der Welt - 2008: Der Mann an ihrer Seite - 2008: Der Heckenschütze - 2008: Pizza und Marmelade - 2008: 1½ Ritter – Auf der Suche nach der hinreißenden Herzelinde - 2009: Tatort – Kassensturz - 2009: Die Wölfe – Zerbrochene Stadt - 2009: Polizeiruf 110 – Klick gemacht - 2010: Polizeiruf 110 – Die Lücke, die der Teufel lässt - 2010: Polizeiruf 110 – Zapfenstreich - 2010: Liebe deinen Feind - 2013: Die letzte Instanz |

## Teatru
- 199x: Der Biberpelz
- 19xx: Baal, de Berthold Brecht
- 2000: Hautnah
- 2003–2005: Die Dreigroschenoper (rol: Polly Peachum)
- 2007: Siegertypen
- 2009: Arsen und Spitzenhäubchen